# Seznam finále mistrovství světa ve fotbale
Seznam finále mistrovství světa ve fotbale obsahuje seznam dosavadních 22 finále mistrovství světa ve fotbale. První se konalo roku 1930 a poslední roku 2022.

## Seznam finále
| Mistrovství                       | Datum             | Vítěz         | Skóre     | Finalista      | Místo konání                        |
| --------------------------------- | ----------------- | ------------- | --------- | -------------- | ----------------------------------- |
| Mistrovství světa ve fotbale 1930 | 30. července 1930 | Uruguay       | 4:2       | Argentina      | Estadio Centenario, Montevideo      |
| Mistrovství světa ve fotbale 1934 | 10. června 1934   | Itálie        | 2:1       | Československo | Stadio Naziona PNF, Řím             |
| Mistrovství světa ve fotbale 1938 | 19. června 1938   | Itálie        | 4:2       | Maďarsko       | Stade Olympique de Colombes, Paříž  |
| Mistrovství světa ve fotbale 1950 | 16. července 1950 | Uruguay       | 2:1       | Brazílie       | Estádio do Maracanã, Rio de Janeiro |
| Mistrovství světa ve fotbale 1954 | 4. července 1954  | Německo (SRN) | 3:2       | Maďarsko       | Wankdorf Stadium, Bern              |
| Mistrovství světa ve fotbale 1958 | 29. června 1958   | Brazílie      | 5:2       | Švédsko        | Råsunda, Solna                      |
| Mistrovství světa ve fotbale 1962 | 17. června 1962   | Brazílie      | 3:1       | Československo | Estadio Nacional, Santiago de Chile |
| Mistrovství světa ve fotbale 1966 | 30. července 1966 | Anglie        | 4:2       | Německo (SRN)  | Wembley Stadium, Londýn             |
| Mistrovství světa ve fotbale 1970 | 21. června 1970   | Brazílie      | 4:1       | Itálie         | Aztécký stadion, Mexiko             |
| Mistrovství světa ve fotbale 1974 | 7. července 1974  | Německo (SRN) | 2:1       | Nizozemsko     | Olympia stadion Mnichov, Mnichov    |
| Mistrovství světa ve fotbale 1978 | 25. června 1978   | Argentina     | 3:1       | Nizozemsko     | Estadio Monumen, Buenos Aires       |
| Mistrovství světa ve fotbale 1982 | 11. července 1982 | Itálie        | 3:1       | Brazílie       | Estadio Santiago Bernabéu, Madrid   |
| Mistrovství světa ve fotbale 1986 | 29. června 1986   | Argentina     | 3:2       | Německo (SRN)  | Aztécký stadion, Mexiko             |
| Mistrovství světa ve fotbale 1990 | 8. července 1990  | Německo (SRN) | 1:0       | Argentina      | Stadio Olympico, Řím                |
| Mistrovství světa ve fotbale 1994 | 17. července 1994 | Brazílie      | 0:0 (3:2) | Itálie         | Rose Bowl, Pasadena                 |
| Mistrovství světa ve fotbale 1998 | 12. července 1998 | Francie       | 3:0       | Brazílie       | Stade de France, Paříž              |
| Mistrovství světa ve fotbale 2002 | 30. června 2002   | Brazílie      | 2:0       | Německo        | Nissan Stadium, Jokohama            |
| Mistrovství světa ve fotbale 2006 | 9. července 2006  | Itálie        | 1:1 (5:3) | Francie        | Olympia Stadion, Berlín             |
| Mistrovství světa ve fotbale 2010 | 11. července 2010 | Španělsko     | 1:0       | Nizozemsko     | Soccer City, Johannesburg           |
| Mistrovství světa ve fotbale 2014 | 13. července 2014 | Německo       | 1:0       | Argentina      | Estádio do Maracanã, Rio de Janeiro |
| Mistrovství světa ve fotbale 2018 | 15. července 2018 | Francie       | 4:2       | Chorvatsko     | Lužniki, Moskva                     |
| Mistrovství světa ve fotbale 2022 | 18. prosince 2022 | Argentina     | 3:3 (4:2) | Francie        | Lusail Iconic Stadium, Dauhá        |